# نشانه مکیوئین
نشانهٔ مکیوئین (انگلیسی: Macewen's sign؛ ‏‎/məˈkjuːən/‎ mə-KEW-ən) نشانه‌ای است که برای کمک به تشخیص هیدروسفالی (انباشته شدن مایع مغزی-نخاعی) و آبسه مغزی استفاده می‌شود. ضربه زدن مختصر (دق) روی جمجمه در نزدیکی محل اتصال استخوان‌های پیشانی، گیجگاهی و آهیانه باعث ایجاد صدای ترک‌خوردگی می‌شود. تست مثبت نشان دهنده شکاف استخوانی جدا شده در جمجمه است.
این نشانه توسط سِـر ویلیام مکیوئین (۱۸۴۸–۱۹۲۴) جراح و استاد دانشگاه گلاسگو در اسکاتلند که همچنین «عمل جراحی مکیوئین را برای درمان فتق کشاله ران» توصیف کرد، کشف و تشریح شد.
نشانهٔ مک‌ایوان در مسمومیت با الکل نشانه بالینی متفاوتی است: مردمک‌ها منقبض می‌شوند، اما بر اثر تحریک دردناک بیرونی فرد (مثلاً با نیشگون گرفتن یا سیلی زدن) مردمک‌ها گشاد می‌شوند و به دنبال آن انقباض آهسته مجدد صورت می‌گیرد. این موضوع نشان‌دهنده احتمال کُمای الکلی است.